# Tcherkizovskaïa (métro de Moscou)
Tcherkizovskaïa (en russe : Черки́зовская et en anglais : Cherkizovskaya) est une station de la ligne Sokolnitcheskaïa (ligne 1) du métro de Moscou, située sur le territoire du raïon Preobrajenskoïe dans le district administratif est de Moscou. Elle dessert notamment le stade Lokomotiv du club de football Lokomotiv Moscou.
Elle est mise en service en 1990.
La station est ouverte tous les jours aux heures de circulation du métro. Elle est desservie par des trolleybus et des autobus.

## Situation sur le réseau
Établie en souterrain, à 9 mètres sous le niveau du sol, la station Tcherkizovskaïa est située au point 33+34 de la ligne Sokolnitcheskaïa (ligne 1 rouge), entre les stations Boulvar Rokossovskovo (en direction de Boulvar Rokossovskovo) et Preobrajenskaïa plochtchad (en direction de Salarievo).

## Histoire
La station Tcherkizovskaïa, est mise en service le 1er août 1990, lors de l'ouverture à l'exploitation du prolongement nord-est de la ligne 1, de Preobrajenskaïa plochtchad à Boulvar Rokossovskovo.
Elle est réalisée par les architectes V.A. Tcheremine et A.L. Vigdorov. Le nom de Tcherkizovskaïa provient de l'ancien village de Tcherkizovo, devenu depuis district municipal de Moscou. La station est une voûte simple, au toit incurvé et sans piliers de soutien. Les murs extérieurs sont recouverts de panneaux de métal ondulé et le sol de pavés en granit gris. Chaque extrémité de la plate-forme est décorée de vitraux, dues à A.N.Kuznetsov, surplombant l'escalier de sortie.

Architecture et vitrail
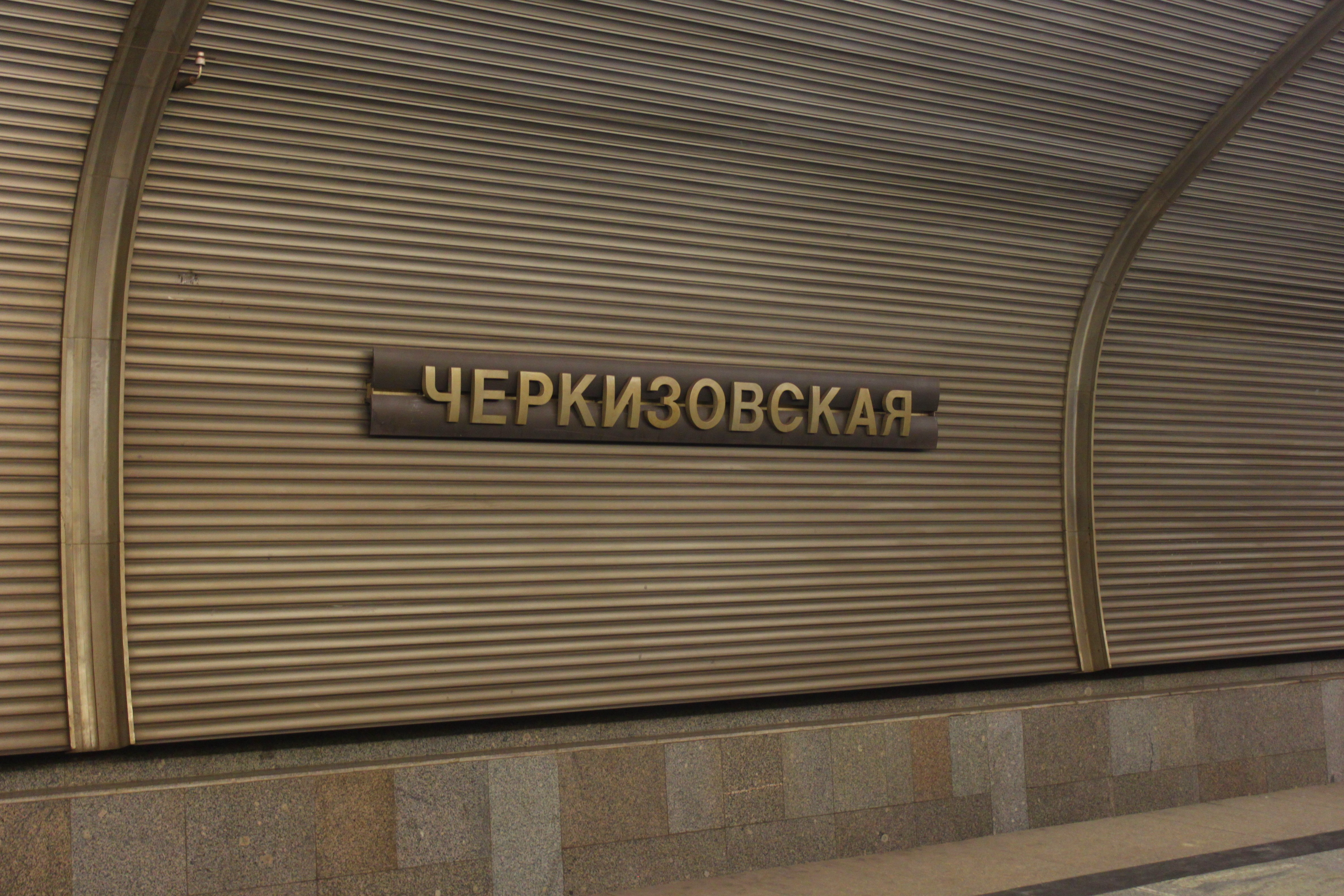
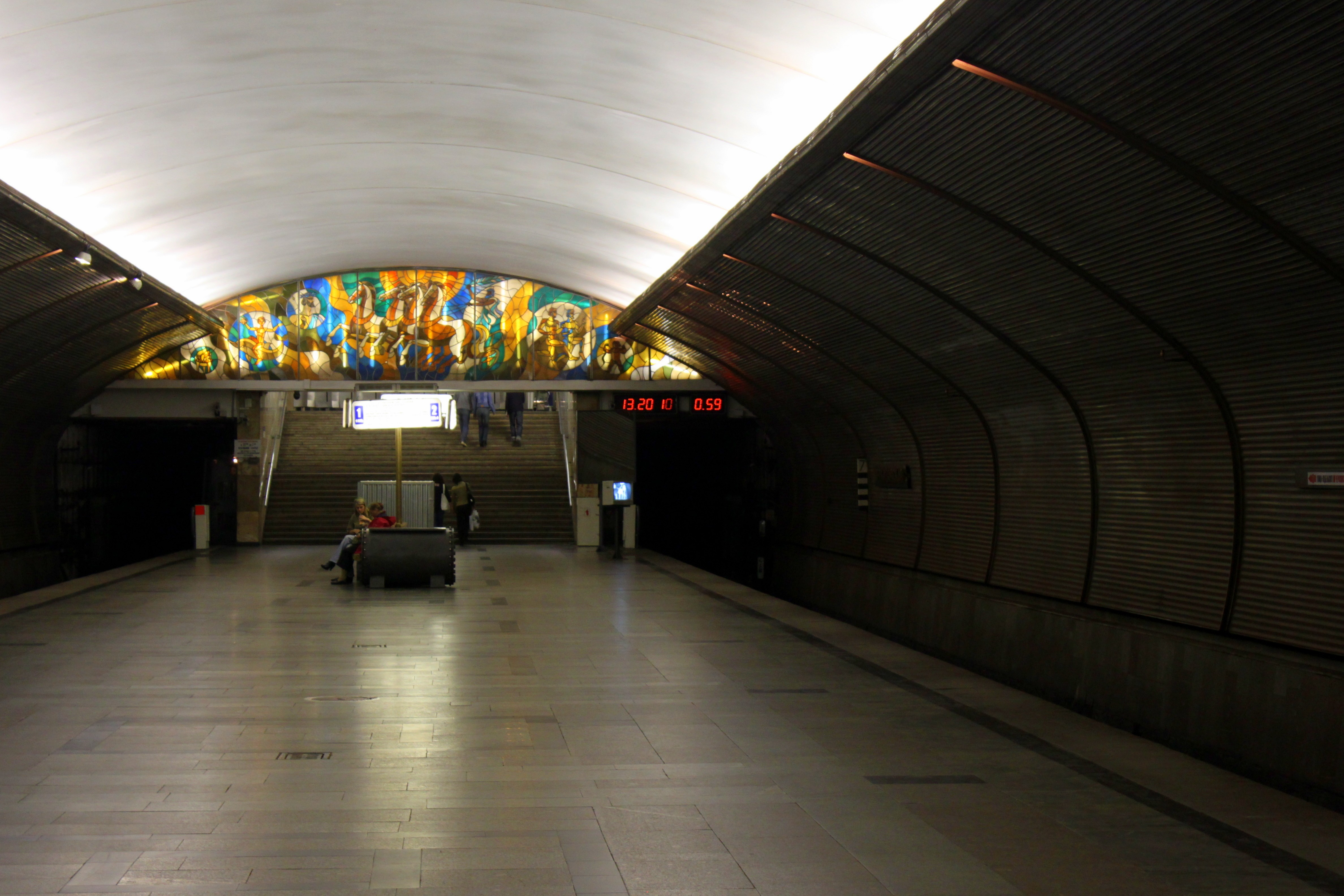
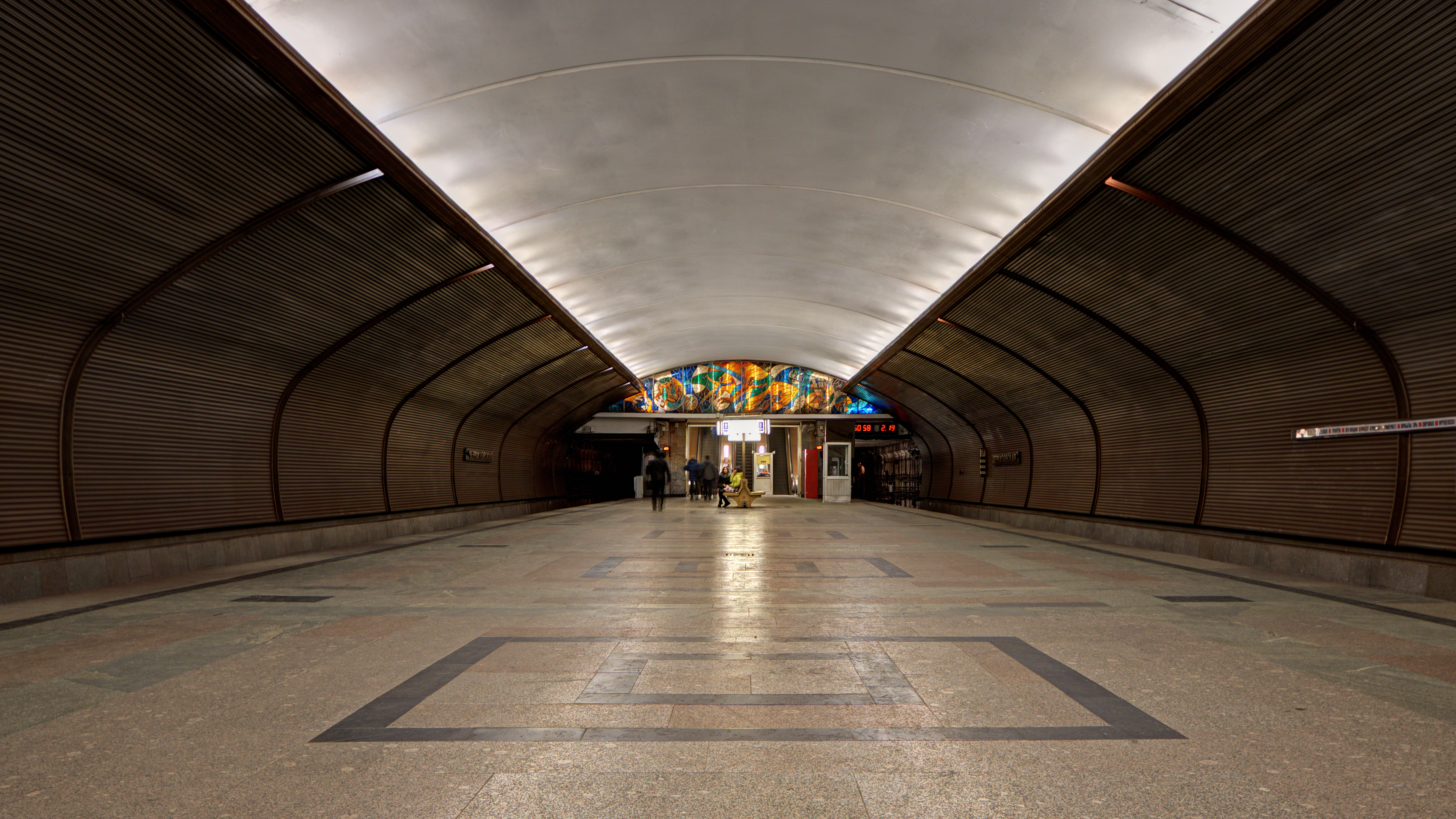

## Services aux voyageurs

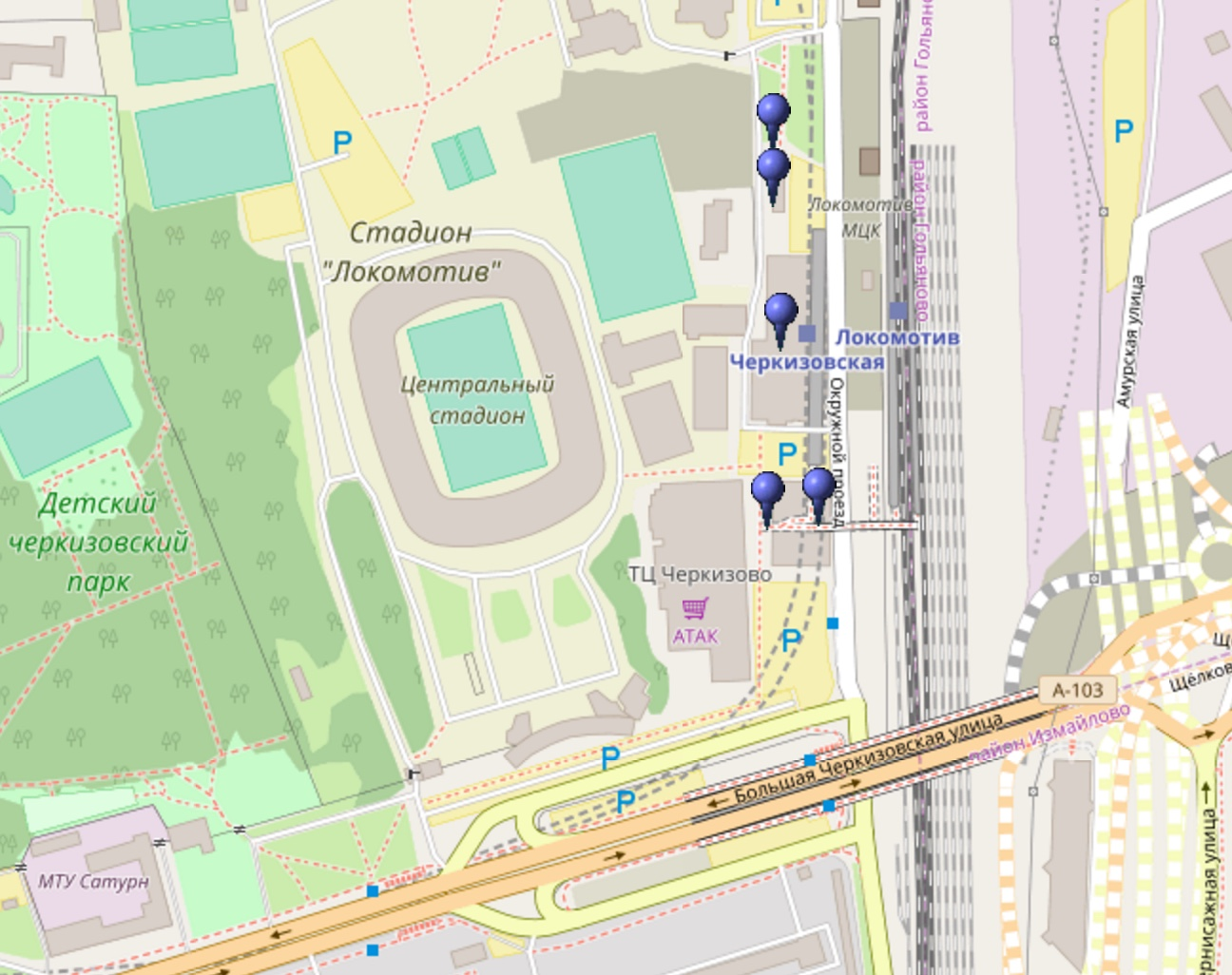
Plan de situation de la station, son bâtiment et ses bouches.

### Accès et accueil
La station dispose : d'un bâtiment, avec entrée et sortie, qui est équipé d'un guichet et d'automates, et au nord deux bouches couvertes donnant sur un hall en sous-sol avec automates et tourniquets.
| Bâtiment | voie                 | coordonnées                  |
| -------- | -------------------- | ---------------------------- |
| Entrée   | Okruzhnoy pr-d, 2Гс1 | 55° 48′ 10″ N, 37° 44′ 40″ E |
| Sortie   | Okruzhnoy pr-d, 2Гс1 | 55° 48′ 10″ N, 37° 44′ 42″ E |
| Bouche   | voie                 | coordonnées                  |
| Nord     | Okruzhnoy pr-d, 2    | 55° 48′ 18″ N, 37° 44′ 40″ E |
| Sud      | Okruzhnoy pr-d, 2    | 55° 48′ 17″ N, 37° 44′ 40″ E |

### Desserte
Tcherkizovskaïa est desservie par les rames qui circulent sur la ligne. Elle est ouverte chaque jour entre 5 h 25 et 1 h 0 (environ).

Installations et desserte
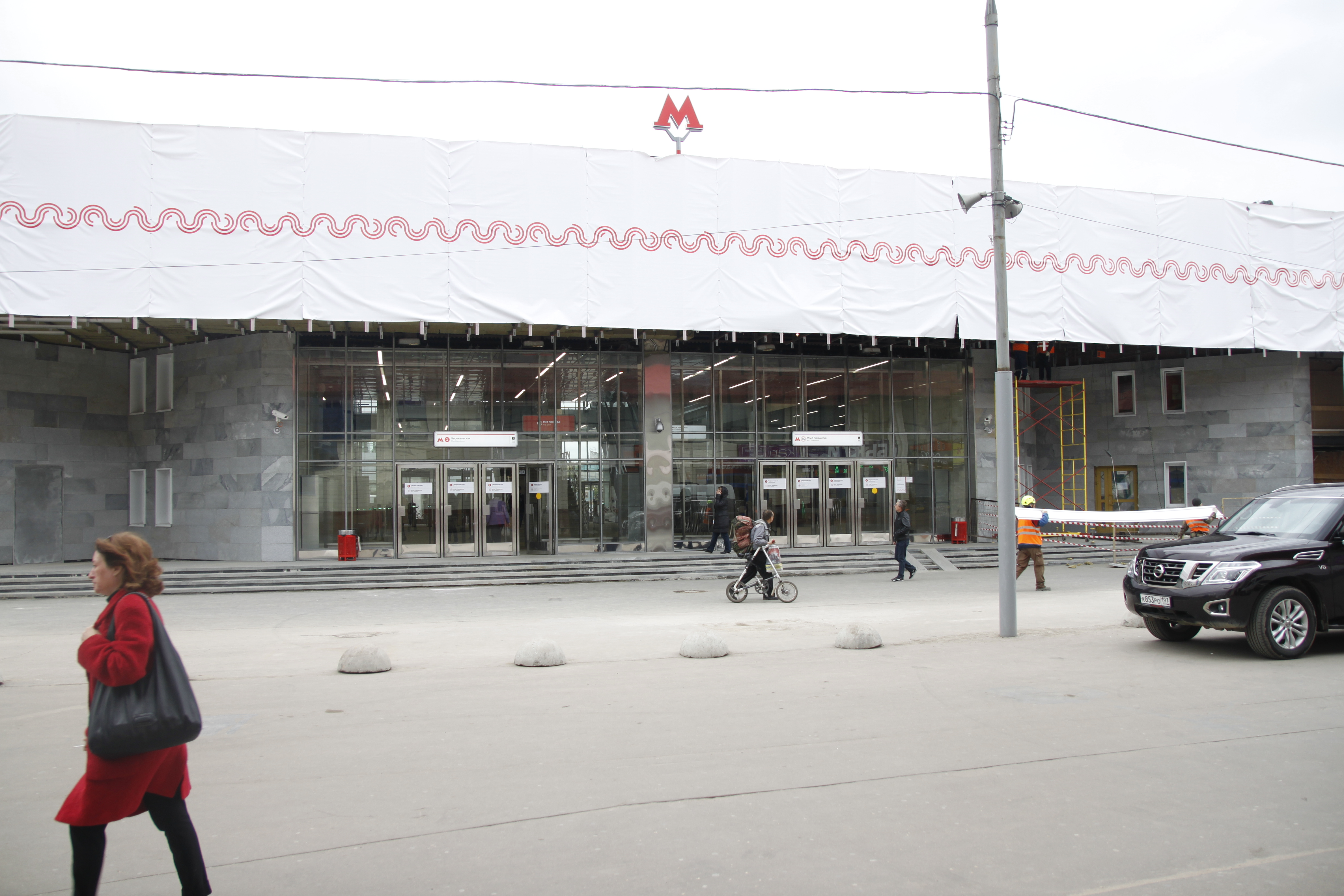
Accès principal.
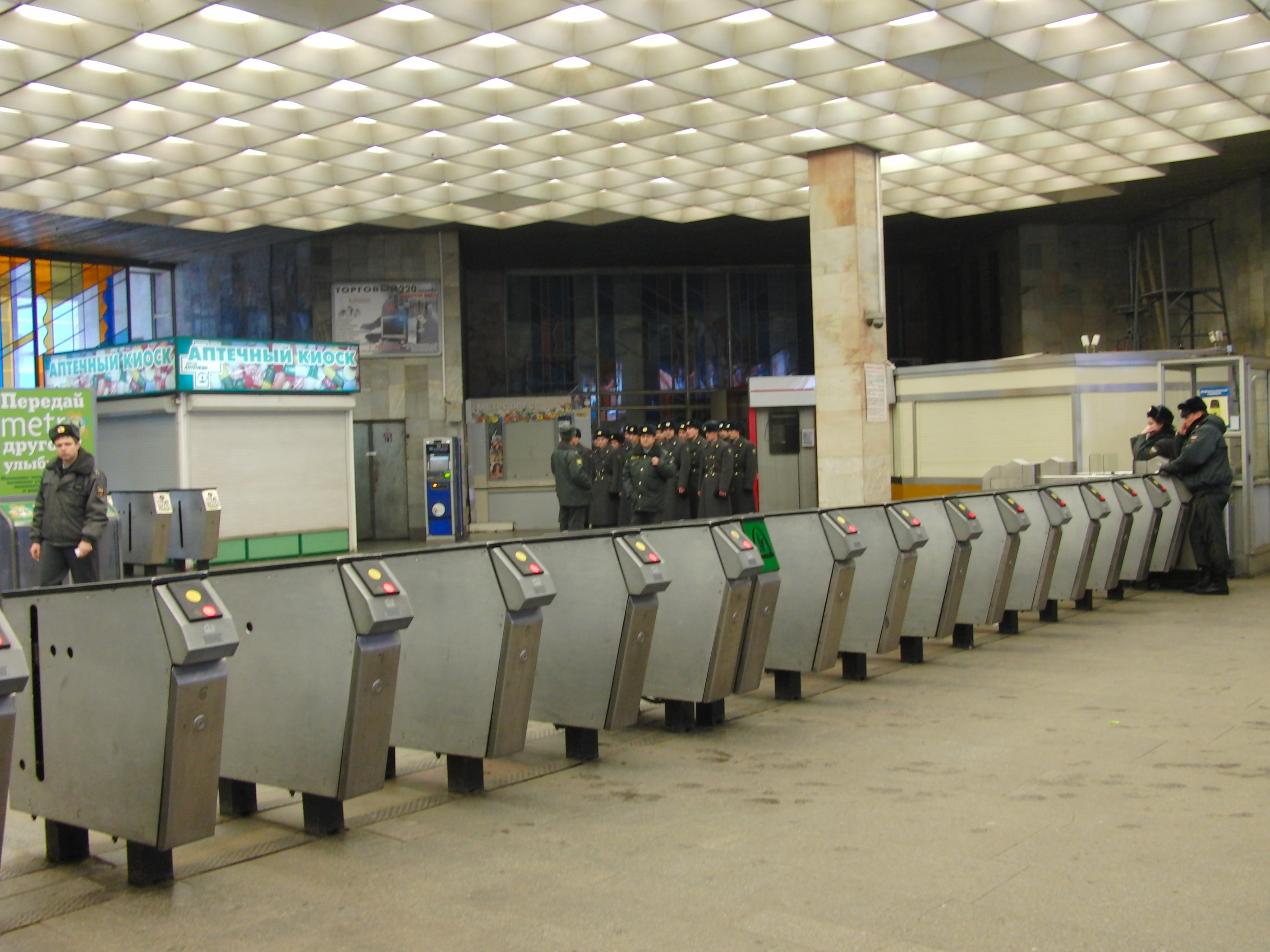
Tourniquets.
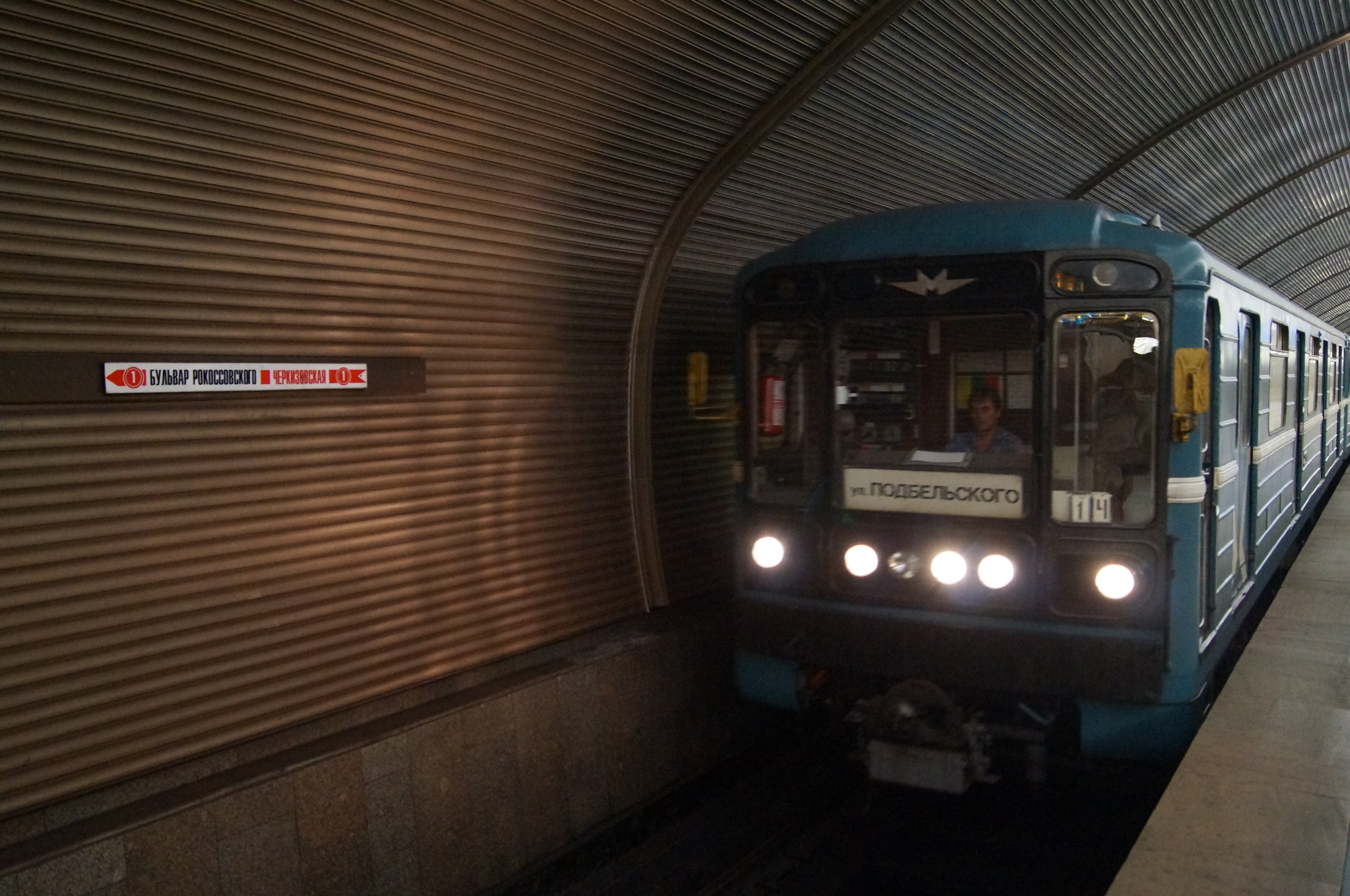
Desserte

### Intermodalité
La station est située à quelques mètres des entrées du stade Lokomotiv.
À proximité de la station des arrêts sont desservis par des trolleybus des lignes 32, 41, et 83, et des bus des lignes 34, 52, 171, 230, et 716.

Environnement de la station
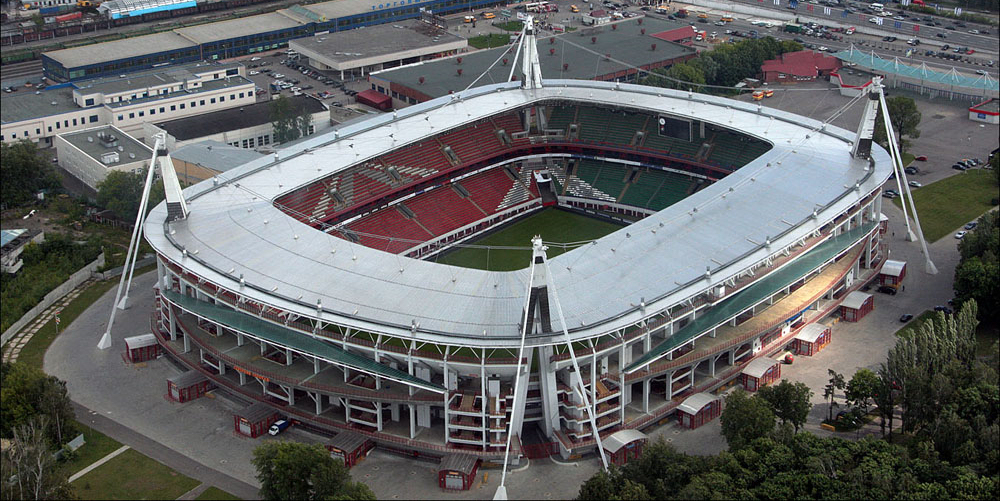
La station est en haut à gauche.
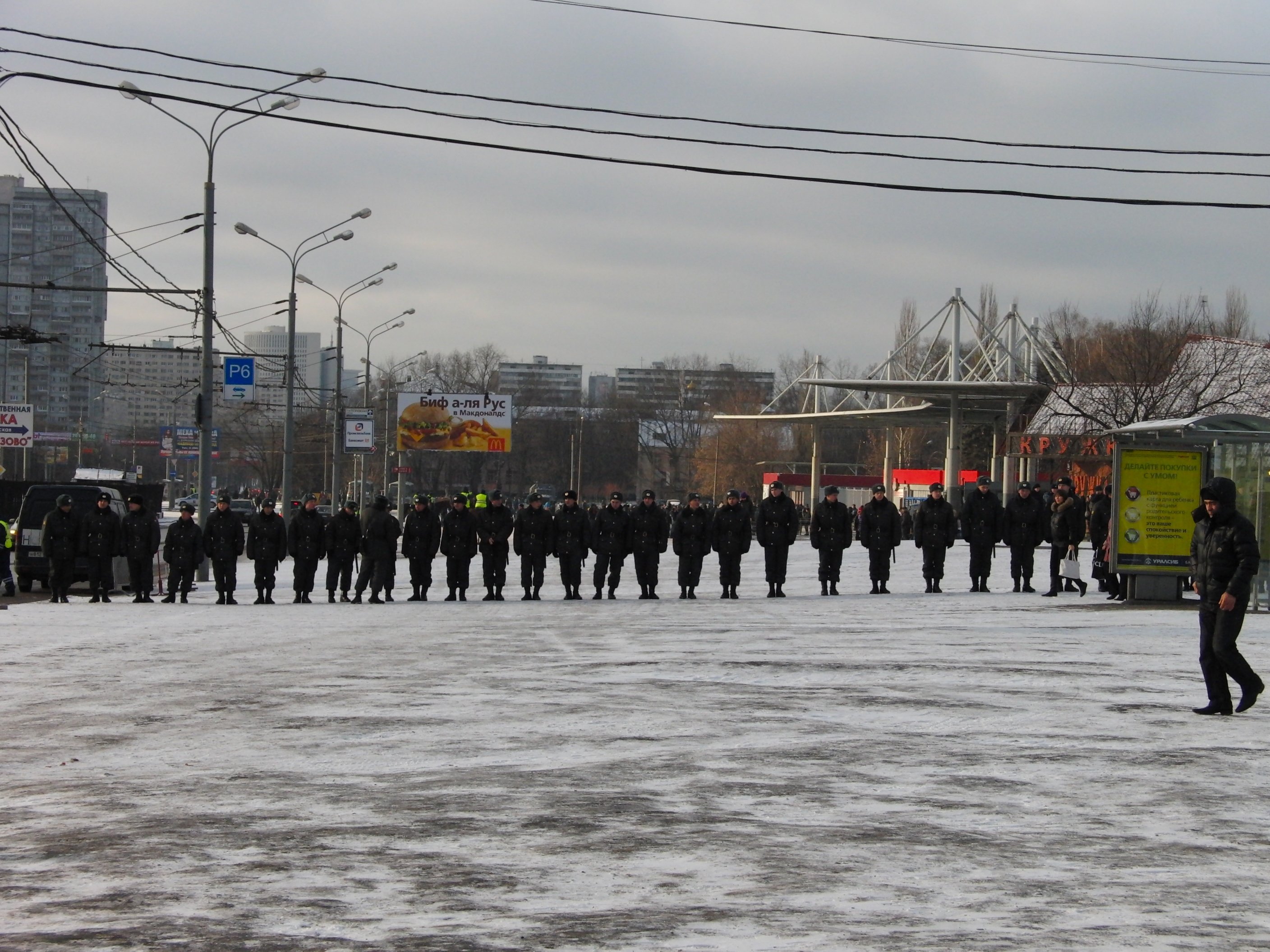
Jour de match.
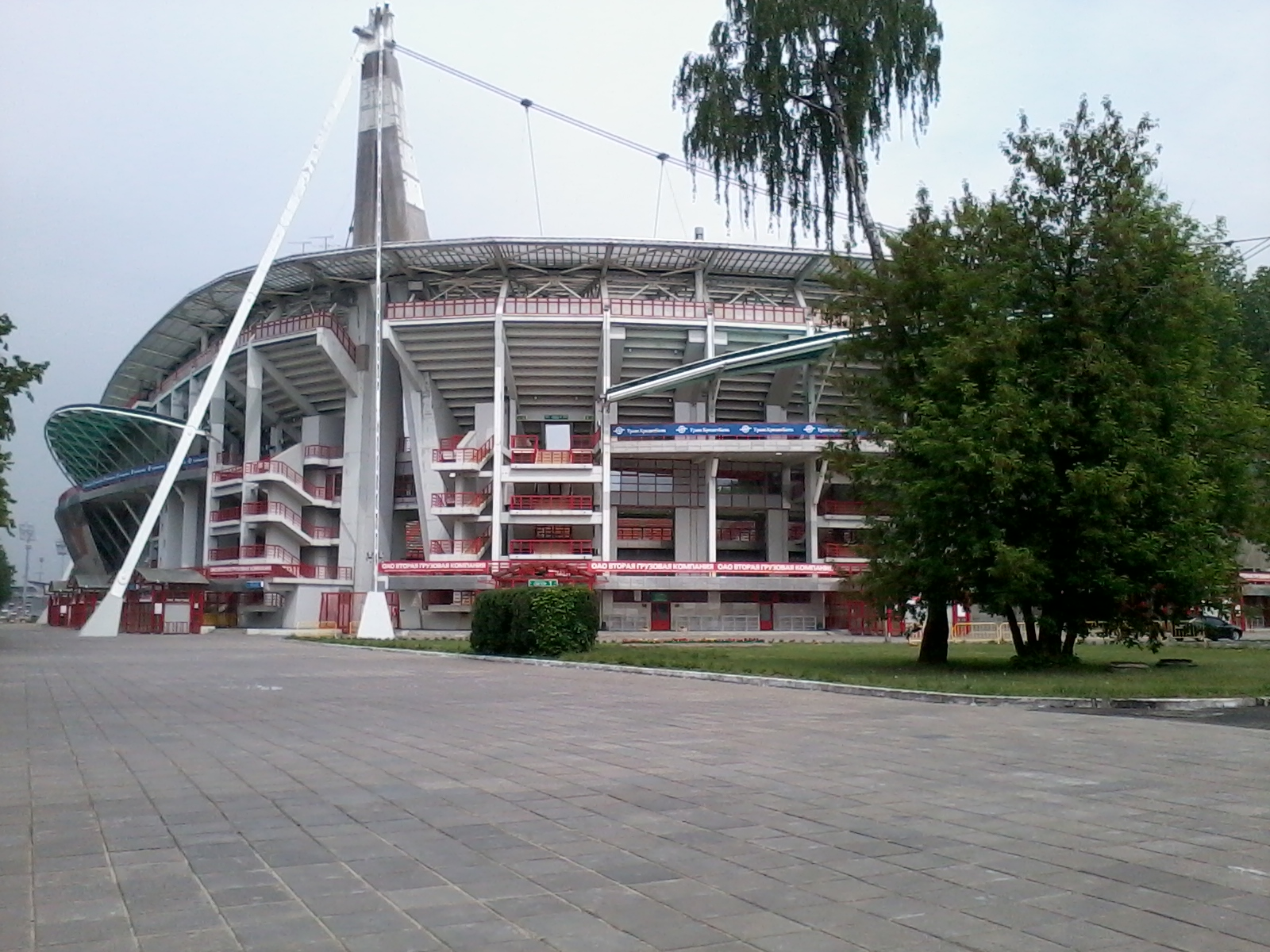
Entrée du stade.

## Projet
Dans un futur éloigné, il est prévu que la station Tcherkizovskaïa fasse partie de la ligne dite du « Grand Anneau », et serve de point de correspondance vers Sokolnitcheskaïa. L'espace et les ressources pour la construction de cette nouvelle station radiale existent déjà.